# Microvalgus kivuensis
Microvalgus kivuensis är en skalbaggsart som beskrevs av Louis Burgeon 1934. Microvalgus kivuensis ingår i släktet Microvalgus och familjen Cetoniidae. Inga underarter finns listade i Catalogue of Life.